# 千葉県道254号銚子公園線

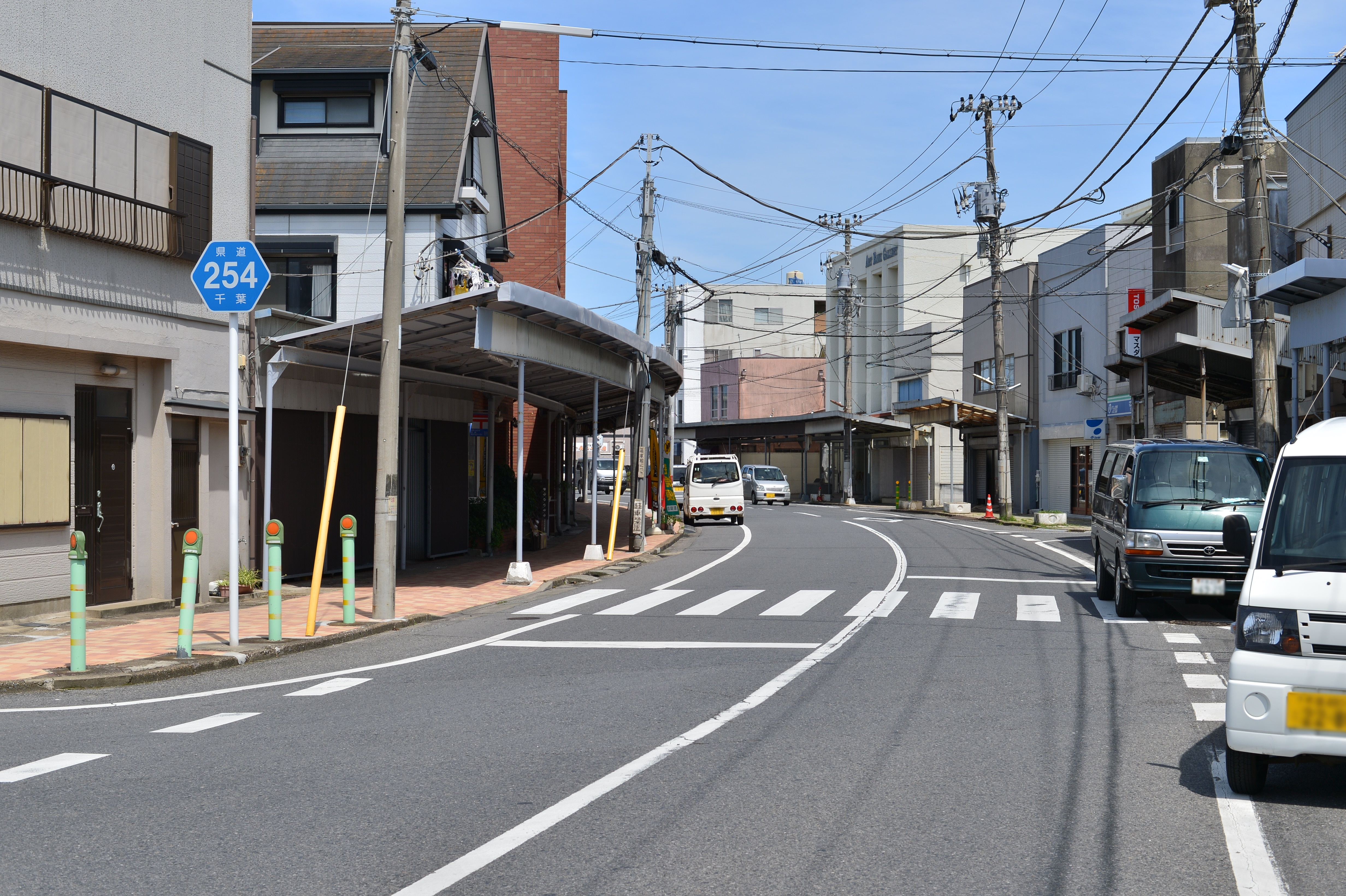
千葉県道254号銚子公園線
銚子市飯沼町（2015年6月）

千葉県道254号銚子公園線（ちばけんどう254ごう ちょうしこうえんせん）は、千葉県銚子市を走る一般県道。

## 概要
屏風ヶ浦、外川漁港、犬吠埼、銚子港など、銚子市の観光地を巡る県道路線。銚子市三崎町を通る国道126号より分岐して東へ向かい、ほぼ海岸線に沿って銚子市街地に至る。犬吠埼から銚子市街地にかけては2車線の道路で、起点・三崎町から長崎海岸の区間は1.5車線以下の狭小区間が続く。特に外川から犬吠埼の南にある長崎海岸の区間は、すれ違いが困難なほど道路は狭くなる。

### 路線データ
- 起点：銚子市三崎町1丁目（三崎町一丁目交差点、国道126号交点）
- 終点：銚子市馬場町（馬場町交差点、千葉県道244号外川港線交点）

## 地理
起点付近は下総台地東端にあって標高が45mほどと最も高く、外川漁港へ向かってアップダウンしながら海岸近くまで標高が降りてゆく。この辺りは屏風ヶ浦の崖上の台地上を道路が通っており、屏風ヶ浦や海は道路から見ることができない。
犬吠埼付近から銚子漁港にかけては、標高が低く平坦な海岸線沿いを通っており、太平洋を臨むことができる。銚子漁協卸売市場から住宅の密集する銚子市街地の中を通り、五重塔がある飯沼観音前へ抜ける。

### 通過する自治体
- 千葉県銚子市

### 交差する道路
- 国道126号 （銚子市三崎町1丁目・起点 三崎町一丁目交差点）
- 千葉県道286号愛宕山公園線（銚子市高神西町） ※立体交差
- 千葉県道244号外川港線（銚子市外川町2丁目 外川漁港）
- 千葉県道244号外川港線（銚子市馬場町/陣屋町・終点 馬場町交差点）

### 沿線
- 屏風ヶ浦
- 銚子マリーナ（銚子市潮見町）
- 千葉科学大学（銚子市潮見町）
- 外川漁港（銚子市外川町）
- 犬吠埼温泉（銚子市犬吠埼）
- 犬吠埼（銚子市犬吠埼）
- 君ヶ浜しおさい公園（銚子市君ヶ浜）
- 銚子ポートタワー（銚子市川口町）
- 銚子港
- 飯沼観音（銚子市馬場町）